# Острохвостая амадина
Острохвостая (травяная) амадина (лат. Poephila acuticauda) — австралийская птица семейства вьюрковых ткачиков.

## Описание
Острохвостая амадина длиной 17 см и весом от 13 до 17,6 г. Темя серебристо-серого цвета, область между глазами и клювом, так называемая уздечка, окрашена в чёрный цвет. Горло и хвост также чёрные. Кроме того, чёрный пояс проходит через заднюю половину тела. Спина и кроющие перья от коричневатого до красно-коричневатого цвета. Самки в среднем несколько меньше самцов и имеют менее протяжённое пятно на горле и зобе. Молодые птицы окрашены немного более тускло чем взрослые птицы и их клюв ещё чёрный.
Оба подвида отличаются, прежде всего, цветом своего клюва: у P. acuticauda hecki клюв ярко красный. В целом этот подвид окрашен несколько интенсивнее и чёрное пятно на горле несколько больше. У номинативной формы P. acuticauda acuticauda, напротив, клюв жёлтый.
Линька проходит очень медленно и может продолжаться до одного года.

## Распространение
Область распространения простирается от области вокруг Дерби и реки Фицрой на западе через северо-запад и север Австралии до залива Карпентария на северо-западе Квинсленда .
Острохвостая амадина населяет эвкалиптовые леса, саванны и степи, держась при этом всегда не слишком далеко от воды. Птица гнездится только на деревьях в эвкалиптовой саванне, поэтому её нельзя встретить в степях и на лугах. Лишь в глубине континента, где отсутствует более высокая древесная растительность, она встречается также в безлесных биотопах. Необычен способ движения у острохвостых амадин, который не наблюдается больше у других вьюрковых ткачиков, за исключением короткохвостой травяной амадины. После каждого приземления птица двигает свою голову вертикально вверх и вниз, причём клюв держится параллельно земле. Так как оба вида не имеют движений хвостом, возможно, что этот кивок головой появился для равновесия. Сегодня это играет также роль при приветствии сородичей. Если острохвостая амадина высаживается поблизости от сородича, эти кивающие головой движения особенно выражены. Зрительно они поддерживаются также подъёмом перьев темени и чёрных перьев на горле. 
Своё питание острохвостая амадина ищет почти всегда на земле. Наполовину созревшие и созревшие семена трав составляют большую часть её питания. В период гнездования она ловит также в большом количестве насекомых и может быть тогда чисто насекомоядной птицей.

## Размножение
Острохвостые амадины гнездятся в обширных гнездовых колониях. Два гнезда этого вида на одном дереве однако редкость. Как правило, гнездо находится на каждом дереве. Во время танца токования самец подпрыгивает, постоянно кивая головой, к самке. Токование со стебельком, которое можно наблюдать у многих других вьюрковых ткачиков, у острохвостых амадин имеется лишь рудиментарно: самцы во время своего танца токования редко держат соломинку в клюве. Танцы токования без какого-либо принятия стебелька благодаря самцу кажутся в открытом грунте от 4 до 5 раз так часто как такой, которые показывают это поведение. 
Круглый год партнёры пары остаются вместе, часто гладят друг другу оперение и вместе ночуют вне периода гнездования в гнёздах. Гнёзда строят из 350—500 стебельков и набиваются пухом растений и преимущественно белыми перьями. Стройматериал приносит и самец, и самка. Если только самец приносит гнездовой материал, самка использует его в строительстве. Кладка состоит из 5—6 яиц.
Период гнездования приходится, как правило, на вторую половину сезона дождей и может тянуться при благоприятных условиях окружающей среды вплоть до периода засухи. В хорошие годы возможны 2—3 выводка.

## Содержание
Острохвостая амадина была ввезена уже в 1880-е годы в Англию и Нидерланды. Сегодня она принадлежит к излюбленным и наиболее часто содержащимся в неволе видам австралийских вьюрковых ткачиков. Новый ввоз отсутствует ввиду запрета Австралии на вывоз диких видов. Вид имеет также признаки доместикации, такие как, например, цветовые мутации. 